# Protaetia leucopyga
Protaetia leucopyga är en skalbaggsart som beskrevs av Hermann Burmeister 1847. Protaetia leucopyga ingår i släktet Protaetia och familjen Cetoniidae. Inga underarter finns listade i Catalogue of Life.